# Streptanthus hyacinthoides
Streptanthus hyacinthoides är en korsblommig växtart som beskrevs av William Jackson Hooker. Streptanthus hyacinthoides ingår i släktet Streptanthus och familjen korsblommiga växter. Inga underarter finns listade i Catalogue of Life.